# Heterostemma samoense
Heterostemma samoense är en oleanderväxtart som först beskrevs av Asa Gray, och fick sitt nu gällande namn av P.I. Forster. Heterostemma samoense ingår i släktet Heterostemma och familjen oleanderväxter. Inga underarter finns listade i Catalogue of Life.